# Zwergsteinkänguru
Das Zwergsteinkänguru (Petrogale concinna) ist eine Beuteltierart aus der Familie der Kängurus (Macropodidae).

## Merkmale
Zwergsteinkängurus zählen zusammen mit Petrogale burbidgei zu den kleinsten Vertretern der Felskängurus und zu den kleinsten Kängurus überhaupt. Sie erreichen eine Kopfrumpflänge von 29 bis 35 Zentimetern, hinzu kommt noch ein 22 bis 31 Zentimeter langer Schwanz. Ihr Gewicht beträgt 1 bis 1,7 Kilogramm. Ihr kurzes, seidiges Fell ist an der Oberseite rötlich-grau gefärbt, die Unterseite ist weißgrau, der Schwanz wird zur Spitze hin dunkler. Wie bei den meisten Kängurus sind die Hinterbeine deutlich länger und kräftiger als die Vorderbeine, die Fußsohlen sind mit dicken Ballen versehen. Einzigartig unter den Beutelsäugern ist ihr Zahnwechsel: hinter dem letzten normalen Molar befinden sich weitere Molaren, die bei Abnutzung des vorhergehenden durchbrechen. Die genaue Zahl der Zähne ist nicht bekannt, es könnten bis zu neun Molaren sein, die nacheinander hervorstoßen.

## Verbreitung und Lebensraum

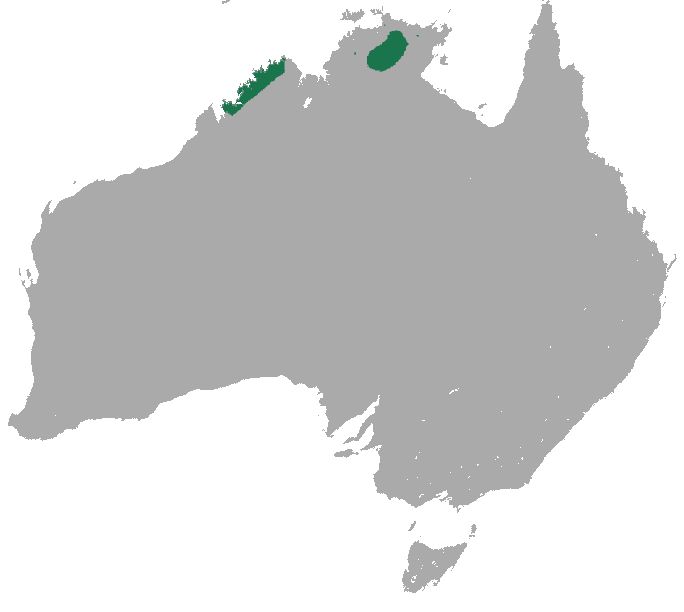
Verbreitungsgebiet des Zwergsteinkängurus

Zwergsteinkängurus leben in Australien, ihr Verbreitungsgebiet ist zweigeteilt. Zum einen kommen sie in der Kimberley-Region im nördlichen Western Australia vor, zum anderen im Top End im Norden des Northern Territory. Ihr Lebensraum sind felsige Gebirgsregionen.

## Lebensweise
Diese Kängurus sind in der Trockenzeit nachtaktiv und verbergen sich tagsüber in Felsspalten oder Höhlen, um in der Nacht auf Nahrungssuche zu gehen. In der Regenzeit sind sie häufiger am Tag aktiv. Auch die Nahrung wechselt mit der Jahreszeit, so fressen sie in der Trockenzeit vorwiegend Farne, während sie in der Regenzeit eher Gräser zu sich nehmen. Die Farne wirken stark abschleifend auf die Zähne, was vermutlich der Grund für die Entwicklung der einzigartigen Bezahnung war.
Die Paarung kann das ganze Jahr über erfolgen. Nach einer rund 30-tägigen Tragzeit bringt das Weibchen meist ein einzelnes Jungtier zur Welt. Dieses verbringt seine ersten Lebensmonate im Beutel der Mutter, es kommt mit rund 160 Tagen erstmals heraus und ist mit 175 Tagen selbstständig. Das Entwöhnen geschieht viel abrupter als bei den übrigen Felskängurus.

## Gefährdung
Über den Gefährdungsgrad der Zwergsteinkängurus ist wenig bekannt. Gebietsweise sind sie ausgestorben, anderswo kommen sie hingegen häufig vor. Es gibt keine Informationen über den Populationstrend oder mögliche Gefahren, die IUCN listet die Art unter „zu wenig Daten vorhanden“ (data deficient).

## Systematik
Aufgrund der einzigartigen Bezahnung und Unterschieden in der Lebensweise wird das Zwergsteinkänguru manchmal in einer eigenen Gattung Peradorcas geführt. Jedoch sind zwei Arten der Felskänguru, das Kurzohr-Felskänguru (Petrogale brachyotis) und Petrogale burbidgei näher mit dem Zwergsteinkänguru als mit den übrigen Felskängurus verwandt. Um die Felskängurus nicht paraphyletisch werden zu lassen, wird das Zwergsteinkänguru heute ebenfalls in diese Gattung eingegliedert.
Die Populationen in den zwei getrennten Verbreitungsgebieten werden manchmal als eigene Unterarten geführt, es gibt jedoch keine morphologischen oder genetischen Studien, ob diese Trennung gerechtfertigt ist.